# روی بتل
روی بتل (انگلیسی: Roy Bethell؛ 9 august 1906 – 5 November 1976) بازیکن فوتبال اهل بریتانیا بود.
از باشگاه‌هایی که در آن بازی کرده‌است می‌توان به باشگاه فوتبال چارلتون اتلتیک، باشگاه فوتبال گیلینگام، و باشگاه فوتبال سنت آلبنز سیتی اشاره کرد.